# 王传寿
王传寿（1945年12月—），男，安徽合肥人，中国共产党党员，中华人民共和国编辑。

## 生平
1968年毕业于安徽师范大学中文系，毕业后分配到安徽省军区6476部队农场劳动锻炼。1970年调至安徽人民广播电台工作，历任安徽人民广播电台编辑部副主任，安徽人民广播电台副台长等职。1989年任安徽省广电厅总编室主任。1993年调任安徽省社科院副院长，1995年起兼任《安徽年鉴》常务副主编，1996年被评为研究员。2006年2月不再担任安徽省社科院副院长职务。

## 学术贡献
曾参与《人民的好医生李月华》、江泽民题名的电视片《大浪丰碑》的采编工作。主持国家社科基金项目等课题10余项，发表论文百余篇。获中宣部“五个一工程”奖、安徽省社科优秀成果奖等奖励多个。1997年享受安徽省政府特殊津贴。

## 著作
- 《大众传播与现代文明》（1996年，当代中国出版社）
- 《江泽民新闻宣传思想研究》（合著）（2002年，安徽人民出版社）
- 《中国传媒》（2003年，安徽教育出版社）
- 《当代哲学社会科学理论前沿若干重大问题》（合著）（2003年，安徽大学出版社）
- 《烽火信使——新四军及华中抗日根据地报刊研究》（主编）（2010年，合肥工业大学出版社）
- 《安徽新闻传播史》（主编）（2014年，合肥工业大学出版社）
- 《新闻三味》（2015年，合肥工业大学出版社）